# Западный (Алтайский край)
За́падный — посёлок в Усть-Калманском районе Алтайского края России. Входит в состав Пономарёвского сельсовета.

## История
Документальных сведений о дате образования посёлка нет. Название посёлка – топоним, создан по месту образования населённого пункта(«…на западе, в стороне от дороги»).

## География
Посёлок находится в полосе степных предгорий Усть-Калманского района, в левобережной части реки Чумыш.
Климат
Климат в регионе резко континентальный, соответствует умеренно теплой климатической зоне. В январе средняя температура атмосферы минус 17,7 °C, в июле — плюс 19,8 °C. Период без морозов составляет 120—130 дней в году. Годовое количество солнечных дней 250—260. За год выпадает до 500 мм осадков, преимущественно в летнее время. Направление ветров в районе посёлка преимущественно юго-западное.
Расстояние до
- районного центра Усть-Калманка 17 км.
- областного центра Барнаул 145 км.

Уличная сеть
В селе 2 улицы: Центральная и Новая.
Ближайшие села
Воробьево 8 км, Пономарёво 9 км, Степной 9 км, Кабаново 10 км, Усть-Камышенка 12 км, Бураново 14 км, Кособоково 15 км, Усть-Ермилиха 17 км, Чарышское 17 км, Дружба 20 км, Новобураново 20 км, Ельцовка 21 км, Новый Чарыш 22 км.

## Население
| 1997 | 1998 | 1999 | 2000 | 2001 | 2002 | 2003 |
| ---- | ---- | ---- | ---- | ---- | ---- | ---- |
| 118  | ↗119 | ↘112 | ↗114 | ↗119 | ↘109 | ↘106 |
| 2004 | 2005 | 2006 | 2007 | 2008 | 2009 | 2010 |
| ↗110 | ↘96  | ↘92  | ↘91  | →91  | ↘78  | ↘63  |
| 2011 | 2012 | 2013 |      |      |      |      |
| ↘61  | ↘55  | ↘50  |      |      |      |      |

## Инфраструктура
В посёлке есть крестьянские хозяйства, МОУ «Западная начальная общеобразовательная школа», ФАП. Почтовое отделение, обслуживающее жителей посёлка, находится в административном центре Пономарёво.
Транспорт
По району проходит автодорога Алейск — Чарышское. К посёлку Приозёрный от трассы идёт региональная автодорога, от него до посёлка Западный — просёлочная дорога. Автостанция в Усть-Калманке предоставляет услуги по перевозке пассажиров на 12 междугородных и пригородных маршрутах.
Ближайшая железнодорожная станция находится в городе Алейске, отстоящем от райцентра Усть-Калманка на 60 км.